# Alchemilla echinogloba
Alchemilla echinogloba é uma espécie de rosácea do gênero Alchemilla, pertencente à família Rosaceae.